# Isoeugenol
Isoeugenol (systematický název 2-methoxy-4-(prop-1-en-1-yl)fenol) je fenylpropen, guajakol substituovaný propenylovou skupinou. Vyskytuje se v silicích některých rostlin, jako je například kananga vonná (Cananga odorata, Unona odorata). Lze ho syntetizovat z eugenolu a může sloužit pro výrobu vanilinu. Existují dva izomery, cis (Z) a trans (E). Izomer trans je krystalický, izomer cis je za běžných podmínek kapalinou.